# Frankenia corymbosa
Frankenia corymbosa är en frankeniaväxtart som beskrevs av René Louiche Desfontaines. Frankenia corymbosa ingår i släktet frankenior, och familjen frankeniaväxter. Inga underarter finns listade i Catalogue of Life.